# Mjortvyj sezon
Mjortvyj sezon (russisk: Мёртвый сезон) er en sovjetisk spillefilm fra 1968 af Savva Kulisj.

## Medvirkende
- Donatas Banionis som Ladejnikov / Lonsfield
- Rolan Bykov som Savusjkin
- Gennadij Jukhtin som Muravjov
- Bruno Freindlich som Valerij Petrovitj
- Svetlana Korkosjko som Ellis